# Mooreみらい監査法人
Mooreみらい監査法人（もーあみらいかんさほうじん、Moore Mirai & Co.）は、日本における中堅監査法人である。

## 概略
小規模監査法人であったMoore至誠・きさらぎの2監査法人が2022年7月1日に合併し設立された。海外提携先は1993年よりMoore Global Networkである。
合併の背景には、監査品質の向上に向けて必要となる人材やIT（情報技術）投資の余力を確保するために規模拡大が不可欠と判断したことが挙げられている。また、きさらぎ監査法人は規模の大きなクライアントを抱えており、独立性確保のための報酬依存度15％ルール導入も見据えていたと考えられる。これにより業務収入は10億円を超え、大手・準大手を除く中堅法人では有数の規模感となった。
- 主たる事務所 -東京都千代田区有楽町 1-5-2 東宝日比谷プロムナードビル 4 階
- 人員数 - 2024年9月1日現在 社員25名、公認会計士職員73名（うち非常勤39名）
- 監査クライアント数 - 2024年6月30日現在 123社（うち上場監査25社）

### 主な金商法監査クライアント
有価証券報告書より、最近の監査報酬上位10社を以下に示す。
| 順位 | 会社名                   | 業種             | 2024年度監査報酬 | 前身所属ならびに監査継続期間               |
| ---- | ------------------------ | ---------------- | ---------------- | ------------------------------------------ |
| 1    | ホッカンホールディングス | 金属製品         | 8,300万円        | 2008年3月期以降（不二会計事務所→きさらぎ） |
| 2    | JFLAホールディングス     | 小売             | 5,650万円        | 2017年3月期以降（東陽→至誠清新）           |
| 3    | ユカリア                 | サービス         | 4,800万円        | 2022年12月期以降（上場以来）               |
| 4    | 富士急行                 | 卸売             | 4,200万円        | 2008年3月期以降（みすず→きさらぎ）         |
| 5    | 小池酸素                 | 機械             | 3,900万円        | 2024年3月期以降（東光→Mooreみらい）        |
| 6    | UEX                      | 卸売             | 3,850万円        | 1989年以降（清新系列）                     |
| 6    | 日本ヒューム             | ガラス・土石製品 | 3,850万円        | 2007年以降（至誠系列）                     |
| 8    | TWOSTONE&Sons            | サービス         | 3,600万円        | 2024年8月期以降（ESネクスト→Mooreみらい）  |
| 8    | ムサシ                   | 卸売             | 3,600万円        | 2024年3月期以降（東陽→Mooreみらい）        |
| 10   | 中村屋                   | 食料品           | 3,400万円        | 1983年以降（清新系列）                     |

・他、相互会社監査クライアントとして富国生命保険がある。

## 沿革
- 1980年 至誠監査法人を中央区日本橋室町に設立
- 1988年 石渡・西村・中根共同事務所を清新監査法人として法人化
- 1993年 国際会計ネットワークMoore Stephens（現 Moore Global Network）のメンバーファームとなる
- 2007年 きさらぎ監査法人設立
- 2015年 監査法人啓和会計事務所と清新監査法人が合併
- 2015年 至誠監査法人と清新監査法人が合併、至誠清新監査法人となる
- 2020年 Moore至誠監査法人に法人名変更
- 2022年 Moore至誠監査法人ときさらぎ監査法人が合併、Mooreみらい監査法人となる
- 2023年 千代田区有楽町へ移転